# Hervormde kerk (Langweer)
De hervormde kerk van Langweer is een kerkgebouw in de Nederlandse provincie Friesland.

## Beschrijving
De zaalkerk uit 1777 met driezijdige koorsluiting en korfboogvensters werd gebouwd ter vervanging van een kerk met zadeldaktoren uit 1683. Het eerste kerkgebouw uit de 13e eeuw werd in 1517 door brand verwoest. In de toren van drie geledingen met hoekpilasters en ingesnoerde spits hangen twee klokken: een klok uit 1683 van Petrus Overney en een klok uit 1435 van een anonieme gieter. De windwijzer heeft de vorm van een zwaan. Boven de ingang bevindt zich een snijraam in Lodewijk XVI-stijl met een dubbele hoorn des overvloeds. Het interieur wordt gedekt door een houten tongewelf. De preekstoel, gemaakt door Benedictus Jans, het doophek en de herenbanken dateren uit 1684. Een herenbank is van grietman Frans Julius Johan van Eysinga (1752-1828). Hij schonk de door Lubbartus Bekenkamp gemaakte orgelkast. Het orgel uit 1874 is gemaakt door Lambertus van Dam en in 1967 gerestaureerd door Bakker & Timmenga. Er is een doopbekken uit 1923 en een doopvont uit 1954.
In 1923 is de kerk gerestaureerd onder leiding van architect G.J. Veenstra. De kerk is een rijksmonument. De naastgelegen pastorie uit 1910 is een ontwerp van W.C. de Groot.
Er wordt gekerkt door de hervormde gemeente te Langweer c.a.

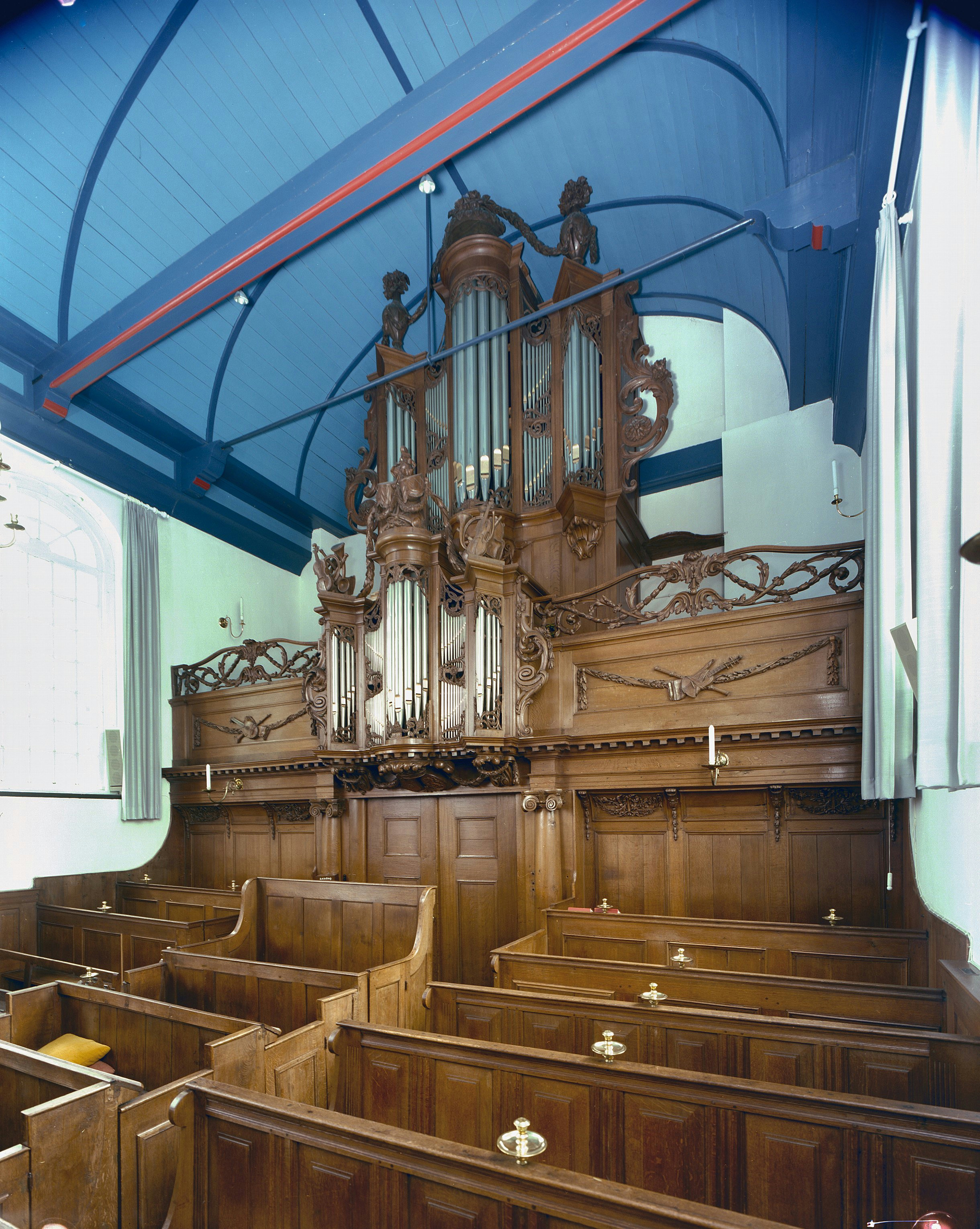
Interieur met orgel
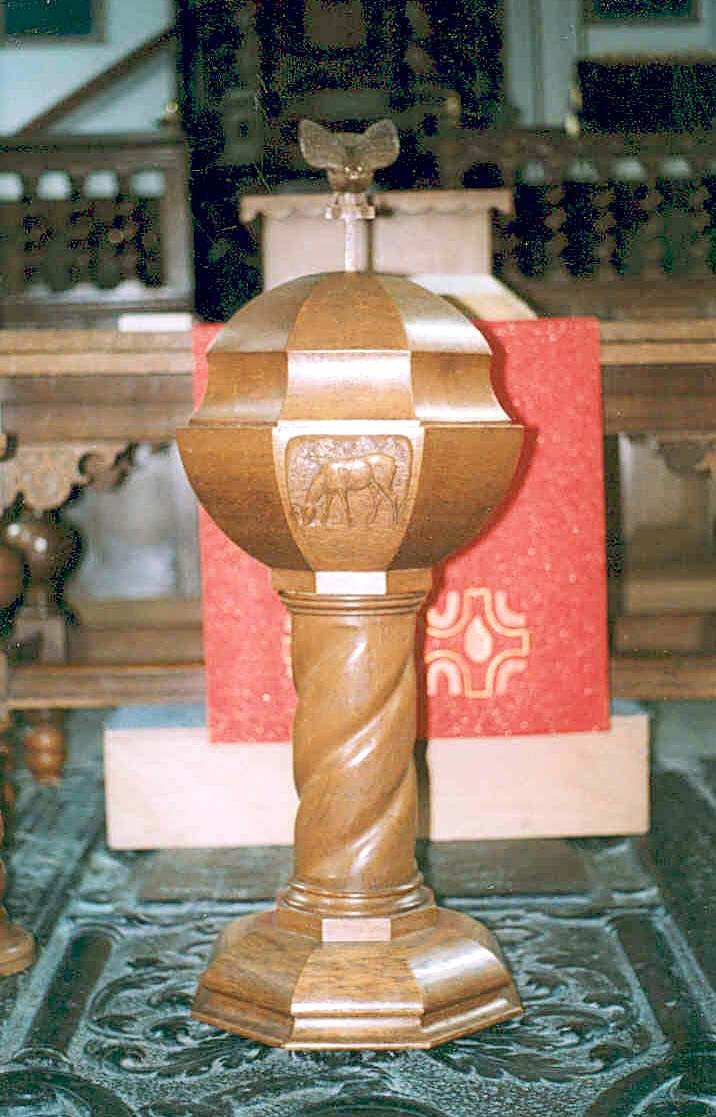
Doopvont
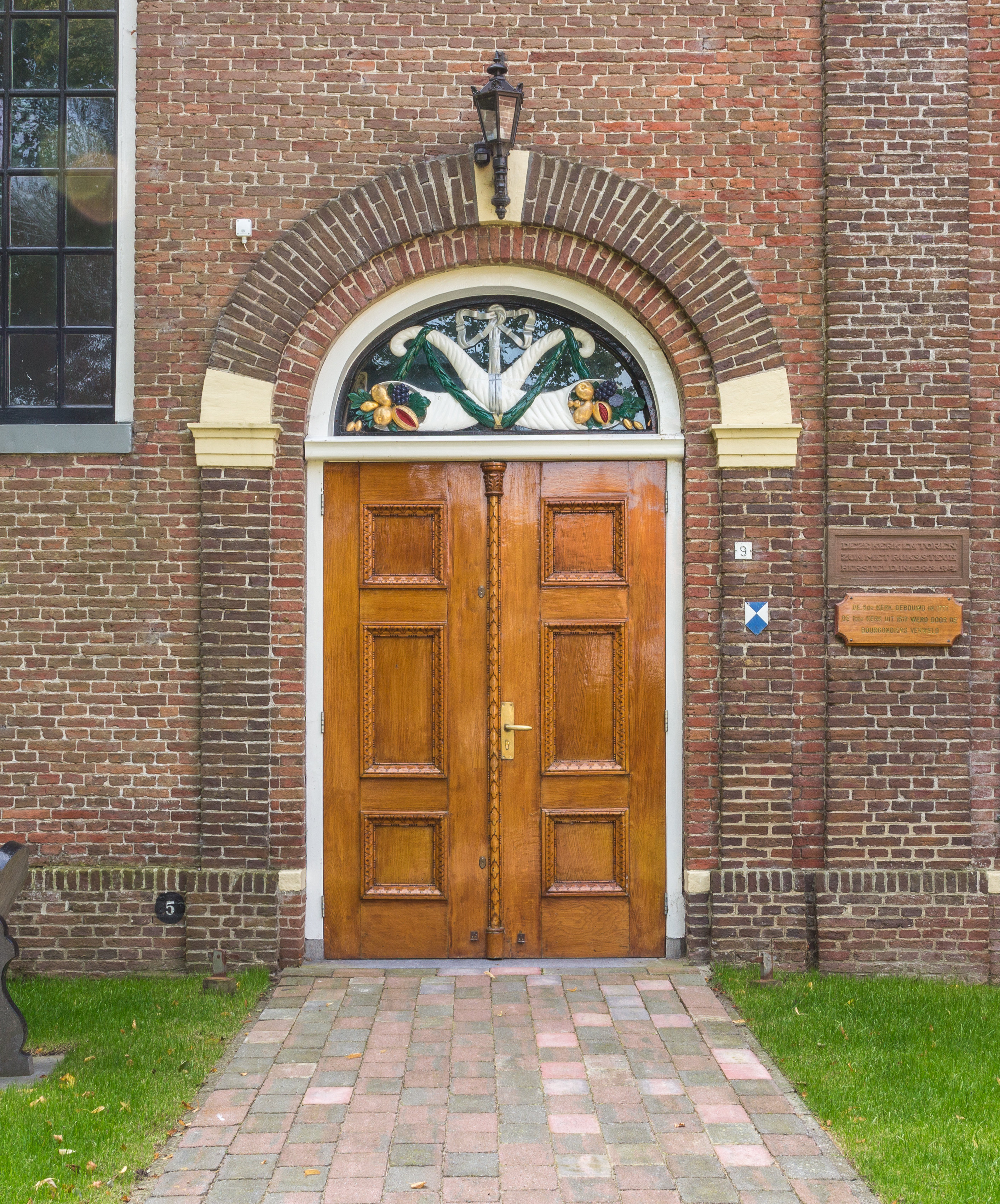
Ingang